# Mina Audemars
Mina Audemars (17 de gener de 1883, Ginebra -11 de març de 1971) fou una institutriu i pedagoga suïssa. Va desenvolupar una metodologia pedagògica basada en l'estimulació de les capacitats per al descobriment.

## Formació i inicis professionals
Fou la filla d'un rellotger, Adrien, i de Lucy Amélie Meylan. Estudià pedagogia a l’École supérieure de jeunes filles i la completà formant-se en la metodologia froebeliana i en la metodologia Montessori a Londres i a Ginebra. El 1908 començà a treballar com institutriu a l'escola pública de Malagnou (Ginebra).

## Casa dels Infants
El 1912, juntament amb Édouard Claparède, va fundar la Casa dels Infants de l'Institut Jean-Jacques Rousseau. La tardor de 1914, Mina Audemars fou nomenada directora de la Casa dels Infants (inspirada en la Casa dei Bambini de Maria Montessori). El 1915, la Casa dels Infants augmentà la capacitat d'acollida de menors i Louise Lafendel (1872-1971) passà a formar part de l'equip. Totes dues juntes passaren a dirigir l'establiment durant 30 anys, utilitzant principis pedagògics del moviment de Fröbel.
Mina Audemars instaurà a la Casa dels Infants la seva metodologia dels 66 blocs en l'ensenyament de les matemàtiques, el qual fou reutilitzat més tard a Neuchatel per Laurent Pauli.
Al mateix temps, Mina Audemars s'encarregà del curs a l'Institut de Ciències de l'Educació, on el seu àmbit principal és l'educació dels infants.

La seva idea de l'educació és:

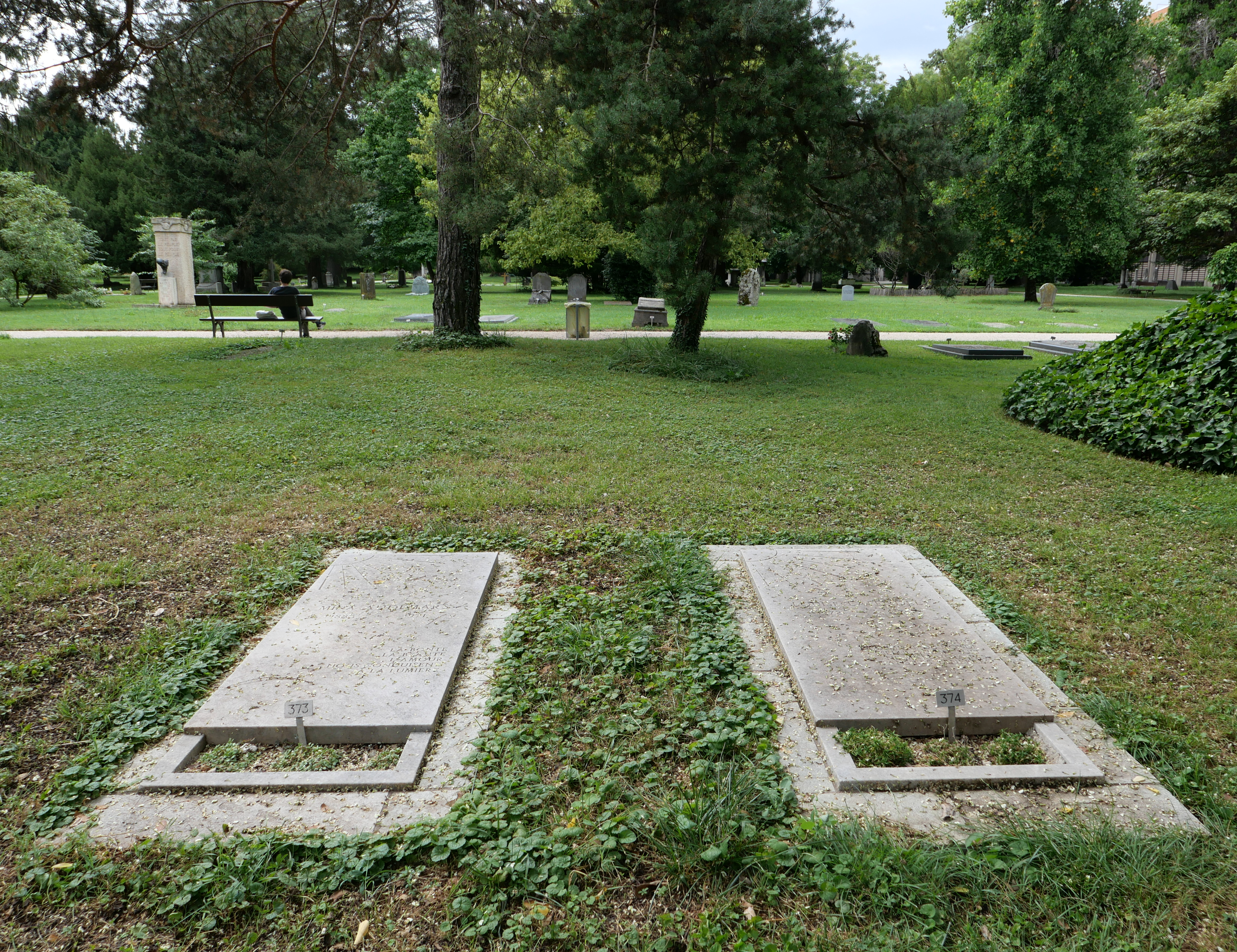
La tomba d'Audemars (esquerra) al costat de la del seu amic Lafendel el 2024.

"L'infant ha de veure, tocar, reflexionar i reproduir tenint en compte la realitat"
Allò que és conegut per a estimular les capacitats de l'infant en la descoberta. Gràcies a Mina Audemars i a la Casa dels Infants, l'escola de Ginebra és una font d'influència en la innovació de l'educació dels infants fora de les fronteres suïsses.
Audemars va ser enterrat al Cimetière des Rois, que es considera el Panteó de Ginebra perquè hi ha enterraments reservats a personalitats destacades. Al seu costat va ser enterrada la seva companya i bona amiga de molt temps Louise Lafendel, que va morir només tres dies després.

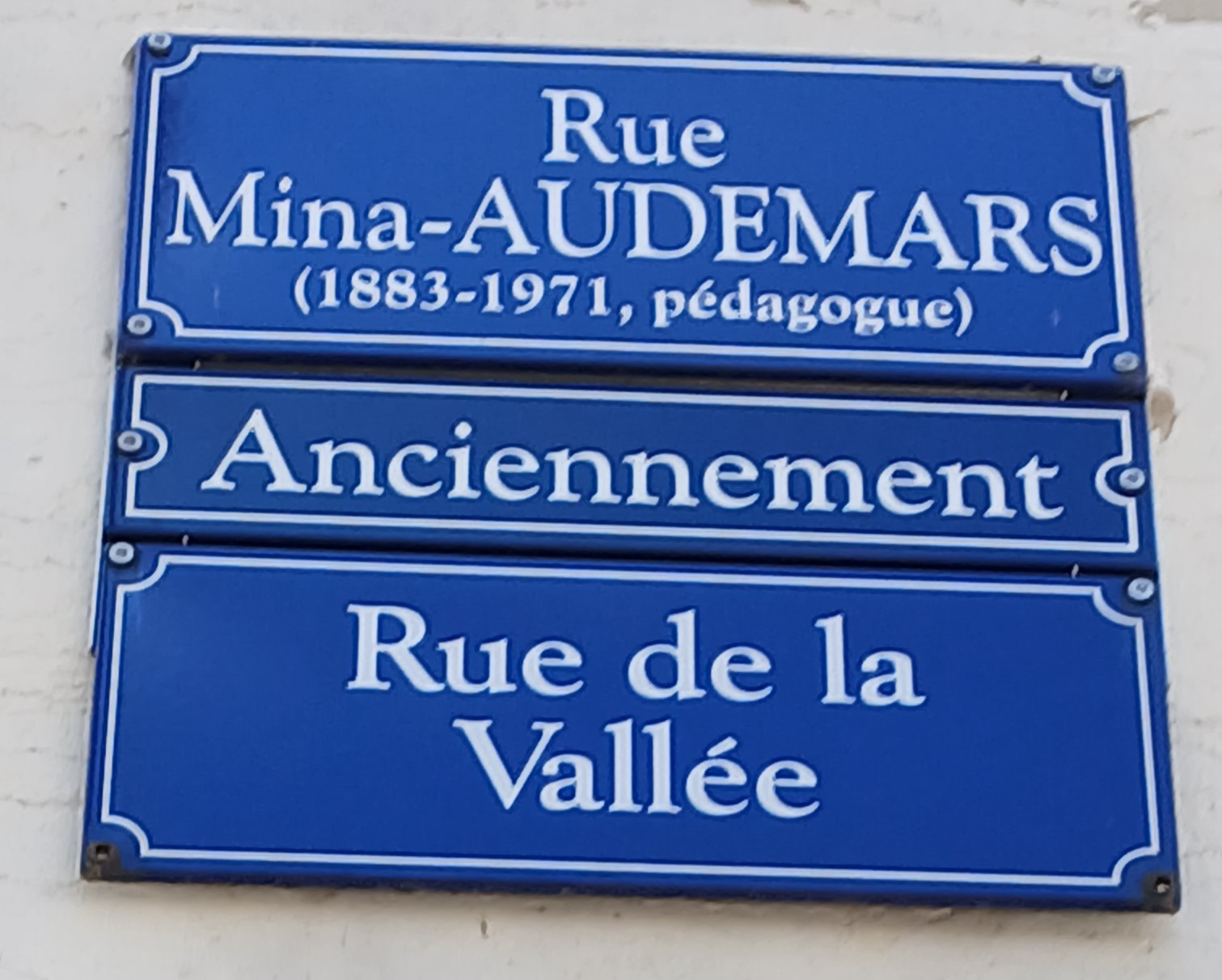
Rètol de carrer de la Rue Mina-Audemars

En el marc del projecte feminista 100Elles*, l'any 2020, a petició de la ciutat de Ginebra, el Consell d'Estat de Ginebra va aprovar el canvi de nom de Rue de la Vallée del nucli antic a Rue Mina-Audemars en memòria d'Audemars.

## Obres
Minar Audemars escrivia regularment articles a les revistes Intermédiaire des éducateurs i L'Éducateur, i també escriví dos llibres:
- La Casa dels infants a l'Institut J.-J. Rousseau:[11] escrit l'any 1956 amb Louise Lafendel, on aborden els treballs de l'educació, la psicologia del nen i de l'adolescent i la metodologia pedagògica activa (col·laboració escolar, classes verdes, mètode Freinet).[12]
- El dibuix pels infants: escrit l'any 1923.[13]

## Jocs
Audemars és l'autora de jocs educatius que es basen en les metodologies de Fröbel, Claparède, Declory i Montessori per a facilitar l'adquisició de coneixements en els nens:
- Fabricació de jocs educatius i de material d'ensenyament.[14]
- El joc de les superfícies: colors, formes, mides[15]